# Association juridique internationale
Pour les articles homonymes, voir AJI.
L'Association juridique internationale (AJI) est une organisation d'assistance aux militants de gauche aux prises avec la justice, fondée en décembre 1929 et dissoute en septembre 1939.
Proche de la Troisième Internationale, l'AJI mêle considérations politiques et expertise juridique, se spécialisant dans l'aide juridictionnelle et « la lutte contre la justice bourgeoise », aussi bien dans les démocraties libérales que dans les régimes autoritaires.
Active dans les milieux juridiques et académiques des années 1930, son influence allant au-delà des cercles communistes, l'AJI a été un milieu de formation pour de jeunes avocats qui, après la Seconde Guerre mondiale, se sont rassemblés dans l'Association internationale des juristes démocrates fondée en 1945 par Joë Nordmann et se sont investis dans la défense des militants anticolonialistes.

## Histoire

### Fondation et débuts (1929-1934)
L'association est créée à la suite d'une proposition de l'exécutif du Secours rouge international. Le Congrès de fondation, prévu à Paris, est transféré à Berlin, à la suite de l'expulsion de son organisateur, Gustav Radler, pour infraction à la législation sur le séjour des étrangers,.
Son siège est d'abord à Berlin, avant d'être transféré à Bruxelles, puis, le 23 octobre 1934, à Paris. 
Avec la lutte antifasciste et le Front populaire, le recrutement s'élargit au-delà des cercles communistes. Les rapports tendus avec la Ligue des droits de l'homme, notamment en raison du positionnement de cette dernière sur les questions coloniales, s'améliorent après les émeutes du 6 février 1934. 

### Membres de l'AJI
Contrairement au Secours rouge international, d'obédience communiste assez stricte, l'AJI intègre des membres de la bourgeoisie libérale, avocats et professeurs de droit, au nom d'une lutte pour les idéaux du droit et de la justice. 
On y trouve donc : 
- d'éminents juristes français et des membres de la Ligue des droits de l'homme : l'écrivain Camille Drevet, le professeur Élie Reynier[1], Maître Chadirat, avocat à la cour d’appel de Paris, le professeur Édouard Lambert de la faculté de droit de Lyon et Maître H. Nicolaï, ancien bâtonnier du barreau de Metz ;
- des avocats membres du PCF, tels que Maîtres Fournier, Georges Pitard (1897-1941), Sarotte, Stephany, Antoine Hajje[3], Maurice Boitel, Jérôme Ferrucci, Paul Vienney (1902-1966[4]), et Charles Lederman[1] ;
- des membres du Secours rouge international, tels que l'avocat à la cour d'appel Marcel Willard, Pierre Kaldor, Robert Foissin, avocat communiste, également conseiller juridique du gouvernement soviétique d'octobre 1930 au 21 juin 1941[1]. Philippe Lamour, avocat fondateur de la revue Plans, en fait aussi partie, plaidant dans plusieurs pays pour l'AJI[5].

### L'AJI à la fin des années 1930
Fin 1935, l'AIJ tient un congrès à la Sorbonne sur le « droit national-socialiste ». 
En janvier 1936, le SVI[pas clair] brésilien alerte l'AJI, l'informant que le régime de Getúlio Vargas s'apprête à renvoyer en Allemagne nazie des réfugiés, dont Ernst Joske.
Sous le Front populaire, l'AJI est dirigée par le socialiste Maurice Delépine (qui sera nommé membre du Conseil constitutionnel en 1959). 
Son comité d'honneur regroupe des personnalités telles que les avocats Campinchi, Pierre Cot, Moro-Giafferi et Torrès, ainsi que le professeur de droit André Philip.

#### Le colloque de 1937
Un autre colloque a lieu en juillet 1937 sur la « régression des principes de liberté dans les réformes constitutionnelles de certains pays démocratiques » . 150 délégués étrangers y sont présents, au côté des avocats membres de l'AJI comme César Campinchi (radical-socialiste ministre sous le Front populaire), Henry Torrès (communiste indépendant), Vincent de Moro-Giafferri, Jean Longuet (SFIO) et Philippe Serre (proche du démocrate chrétien Marc Sangnier et sous-secrétaire d'État sous le Front populaire) et de personnalités non membres comme Victor Basch et René Cassin, tous deux membres de la LDH, Edmond Vermeil, Lucien Lévy-Bruhl, Roger Picard, René Capitant et Édouard Lambert. 

#### Interventions de l'AJI
Robert-Jean Longuet, fils de Jean Longuet, qui a défendu des Marocains à Paris et cofondé, en 1932, la revue Maghreb à Paris, participe pour le compte de l'AJI à la défense des militants de l'Étoile nord-africaine, inculpés à la suite des massacres de Constantine.
Plusieurs voyages sont organisés dans le cadre de l'antifascisme et de l'assistance juridique. Ainsi, en 1936, Louis Noguères est envoyé en Allemagne nazie, pour porter assistance à des syndicalistes de la Ruhr. La même année, M. Buisseret, du barreau de Liège, et les avocats Joë Nordmann et Renaud de Jouvenel, du barreau de Paris, voyagent en Roumanie et en Grèce pour observer les conditions de détention dans ces pays. Jouvenel écrit un article, intitulé « La Roumanie et la Grèce sur les traces d’Hitler ». L'AJI est aussi présente au siège de la SDN, à Genève, pour défendre les intérêts des réfugiés politiques.

#### La fin de l'organisation
L'AJI disparaît à la suite du pacte germano-soviétique (23 août 1939) et de l'interdiction du Parti communiste français en septembre 1939 et de toutes les organisations qui lui sont liées.